# سيغفريد ماركوس
سيغفريد ماركوس (بالألمانية: Siegfried Marcus)‏ (و. 1831 – 1898 م) هو مهندس، ومخترِع ألماني من أصل يهودي ولد في مالشين، في دوقية مكلنبورغ شفيرين الكبرى، أخترع أول سيارة تعمل بالبنزين في عام 1864، بينما كان يعيش في فيينا، النمسا.توفي في فيينا، عن عمر يناهز 67 عاماً.